# Volo British European Airways 609
Il volo British European Airways 609, noto anche come disastro aereo di Monaco di Baviera, è stato un volo di linea, protagonista di un incidente aereo avvenuto il 6 febbraio 1958, quando si schiantò al suo terzo tentativo di decollo da una pista ricoperta di neve mista a fango all'aeroporto di Monaco-Riem, nella Germania Ovest.
A bordo dell'aereo c'era la squadra di calcio inglese del Manchester Utd, soprannominata i Busby Babes, insieme ad alcuni sostenitori e giornalisti: morirono 23 dei 44 passeggeri. Il volo charter, destinato all'aeroporto di Manchester, era gestito dalla British European Airways utilizzando un velivolo Airspeed Ambassador, precisamente con matricola G-ALZU, intitolato a William Cecil, 1º barone di Burghley.

## Contesto

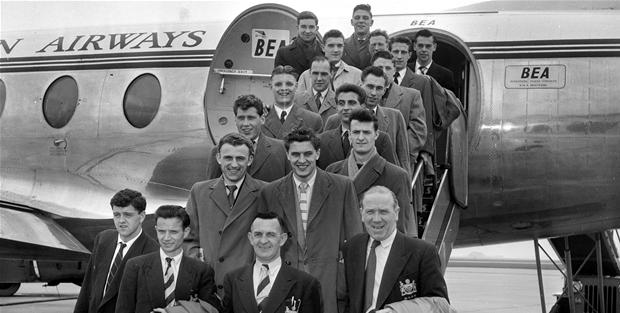
I Busby Babes nel 1955

La Coppa dei Campioni fu disputata per la prima volta nel 1955, ma nessuna squadra inglese prese parte al torneo a causa delle regole imposte dalla Football League.
Il Manchester Utd partecipò alla Coppa dei Campioni 1956-1957 giungendo alle semifinali, dove venne sconfitto dai futuri campioni del Real Madrid. Quella mancuniana era quindi una delle formazioni favorite per l'edizione successiva del 1957-1958: la squadra era conosciuta col soprannome di Busby Babes per via del suo manager, Matt Busby, e della giovane età media della rosa.
Il club inglese aveva noleggiato un aereo per fare ritorno dalla partita di Coppa dei Campioni giocata a Belgrado contro la squadra jugoslava della Stella Rossa, terminata con un pareggio per 3-3: con questo risultato l'undici di Busby si era qualificato alle semifinali, avendo vinto in precedenza la gara di andata a Manchester per 2-1. Il decollo dall'aeroporto belgradino fu ritardato di un'ora poiché il giocatore mancuniano Johnny Berry aveva perso il suo passaporto; poi l'aereo fece una fermata programmata a Monaco di Baviera per rifornirsi di carburante.
Mancava il trainer della squadra, di fatto il vice di Busby, Jimmy Murphy, casualmente assente in quanto impegnato come selezionatore della nazionale del Galles nello spareggio per le qualificazioni al mondiale 1958, superato a scapito d'Israele.

## Lo schianto
Il comandante e pilota James Thain tentò di decollare due volte, ma entrambi i tentativi furono infruttuosi per un surriscaldamento del motore sinistro. Al terzo tentativo di decollo si decise di ovviare al surriscaldamento "ritardandone" l'accelerazione, facendo percorrere all'aereo una lunghezza maggiore di quella usualmente richiesta. Per questo, l'aereo fu costretto a utilizzare un tratto di pista non percorso quel giorno dagli altri aerei. In quella zona della pista era presente un sottile strato di neve sciolta, che ostacolò l'accelerazione dell'aereo, impedendo così il decollo.
Durante questa operazione l'aereo raggiunse i 117 nodi (217 km/h), ma nel tratto finale calò a 105 nodi (194 km/h), una velocità troppo bassa per poter volare e con troppa poca pista per poter interrompere il decollo.
Alle 15:04 l'aeroplano si schiantò sulla recinzione che circondava l'aeroporto e poi su una casa, in quel momento vuota. Parte dell'ala e parte della coda vennero strappate. Il velivolo prese fuoco. Il lato sinistro della cabina di pilotaggio colpì un albero, il lato destro della fusoliera un capanno di legno, all'interno del quale c'era un camion pieno di pneumatici e carburante, che esplose.

## Vittime
Giocatori del Manchester Utd
- Geoff Bent
- Roger Byrne
- Eddie Colman

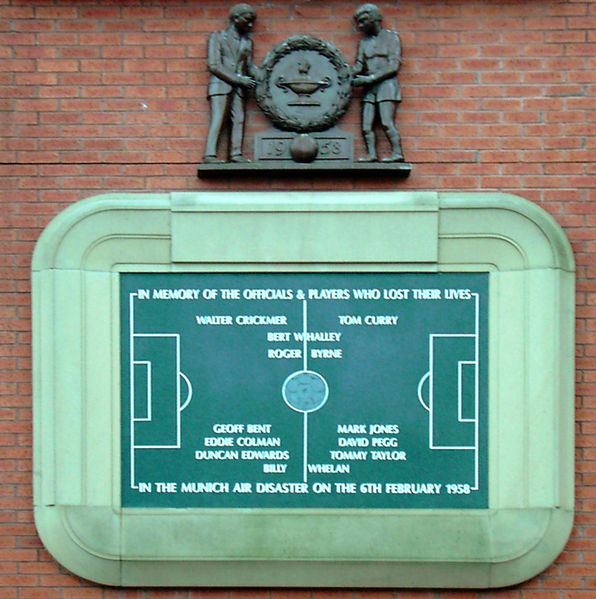
Targa commemorativa all'Old Trafford.

- Duncan Edwards (sopravvissuto allo schianto, morì 15 giorni dopo in ospedale)
- Mark Jones
- David Pegg
- Tommy Taylor
- Liam 'Billy' Whelan

Staff del Manchester Utd
- Walter Crickmer - Segretario del Club
- Bert Whalley - Chief Coach
- Tom Curry - Preparatore

Giornalisti
- Alf Clarke - Manchester Evening Chronicle
- Don Davies - Manchester Guardian
- George Follows - Daily Herald
- Tom Jackson - Manchester Evening News
- Archie Ledbrooke - Daily Mirror
- Henry Rose - Daily Express
- Eric Thompson - Daily Mail
- Frank Swift - News of the World (oltre che preparatore dei portieri dell'Inghilterra e del Manchester City)

Membri dell'equipaggio e altri passeggeri
- Comandante Kenneth "Ken" Rayment - Copilota inglese (sopravvissuto allo schianto, morì 3 settimane dopo a causa di un trauma cerebrale e per le numerose ferite)
- Tom Cable - steward
- Bela Miklos - agente di viaggi
- Willie Satinoff - tifoso e amico personale di Matt Busby

## Sopravvissuti
Giocatori e staff Manchester Utd
- Johnny Berry (morto poi nel 1994)

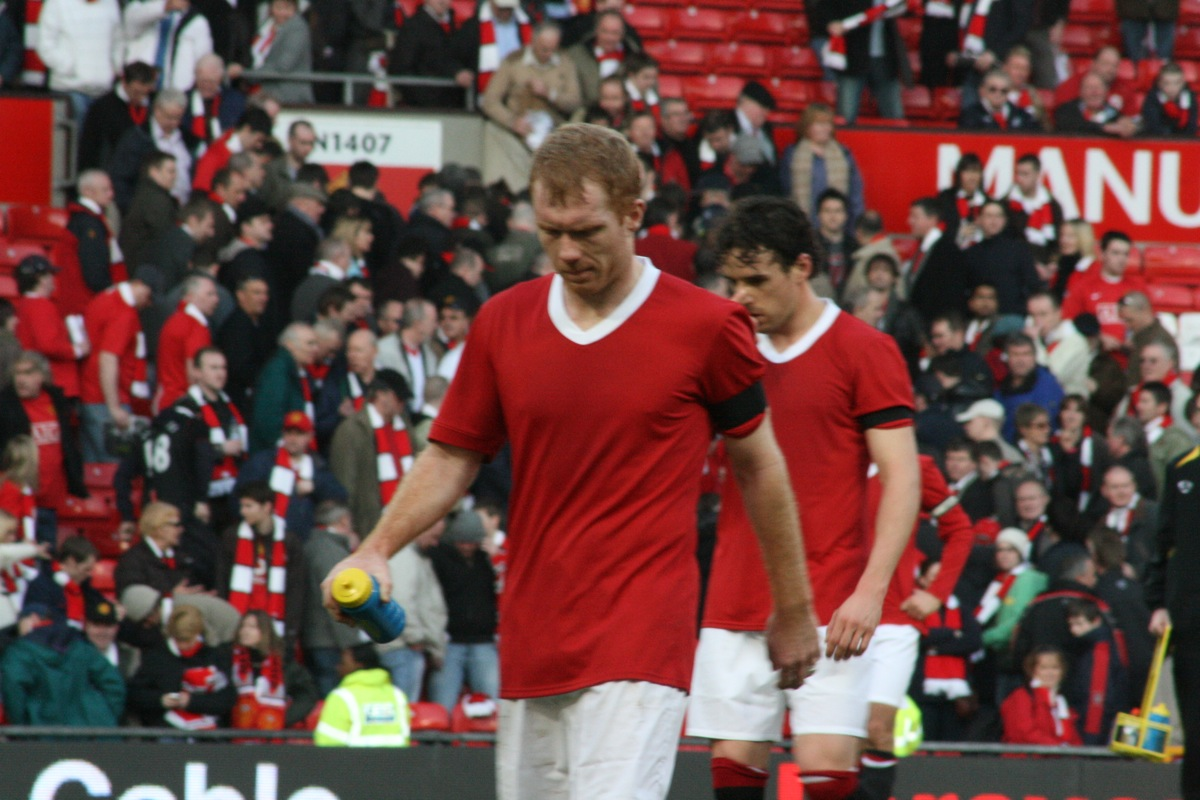
Paul Scholes durante il derby di Manchester del 10 febbraio 2008, con indosso la speciale casacca commemorativa dei Busby Babes nel 50º anniversario del disastro aereo.

- Jackie Blanchflower (morto poi nel 1998)
- Bobby Charlton (morto poi nel 2023)
- Bill Foulkes (morto poi nel 2013)
- Harry Gregg (morto poi nel 2020)
- Kenny Morgans (morto poi nel 2012)
- Albert Scanlon (morto poi nel 2009)
- Dennis Viollet (morto poi nel 1999)
- Ray Wood (morto poi nel 2002)

Altri sopravvissuti
- Matt Busby - team manager (morto nel 1994)
- Frank Taylor - giornalista (morto nel 1992)
- James Thain - comandante (morto nel 1975)
- George (Bill) Rodgers - radiocronista
- Peter Howard - fotografo (morto nel 1996)
- Margaret Bellis - hostess (morta nel 1998)
- Ted Ellyard - telegrafista (morto nel 1964)
- Nebojsa Bato Tomašević - passeggero (morto nel 2017)
- Vera Lukić e sua figlia Vesna - passeggere salvate dal giocatore del Manchester Utd, Harry Gregg. Al momento dell'incidente, Vera Lukić era incinta del suo ultimogenito Zoran.[4]
- Signora Miklos - moglie di Bela Miklos, l'agente di viaggio che organizzò il volo e morì nell'incidente.
- Rosemary Blakeley (Cheverton) - hostess[5]

## Le indagini
Le autorità aeroportuali tedesche (che erano legalmente responsabili dello stato delle piste, sebbene non conoscessero il pericolo che il ghiaccio sulla pista comporta per aerei come l'Ambassador) intentarono un'azione legale contro il comandante Thain, sopravvissuto allo schianto, sostenendo che era decollato senza sbrinare le ali e che la responsabilità per l'incidente era solo sua, nonostante numerosi testimoni affermassero il contrario.
Le ipotesi delle autorità tedesche erano fondate su una foto del velivolo (pubblicata su diversi giornali) scattata poco prima del decollo, dove è visibile la neve sulla superficie superiore dell'ala. Quando fu esaminato il negativo originale, tuttavia, non venne notato né neve né ghiaccio. La "neve" era dovuta a una copia in negativo delle immagini pubblicate. I testimoni che accorsero subito dopo lo schianto e che esclusero la presenza di ghiaccio, rilevata invece dal responsabile delle indagini, giunto sul luogo solo nella notte inoltrata, non vennero chiamati o presi in considerazione dagli inquirenti tedeschi e il procedimento contro Thain proseguì fino al 1968, quando le autorità britanniche esclusero ogni sua responsabilità, indicando invece come causa un accumulo di ghiaccio e neve sciolta sulla pista che frenò improvvisamente l'aereo impedendogli di raggiungere la velocità necessaria per il decollo.
Thain, che fu licenziato dalla BEA poco dopo l'incidente e non venne mai più reintegrato, andò in pensione tornando a fare l'avicoltore nel suo allevamento situato nel Berkshire. Morì nel 1975 per un attacco di cuore all'età di 53 anni.

## Conseguenze
Venti persone, tra cui sette giocatori del Manchester Utd, morirono sul luogo dell'incidente. La ventunesima vittima fu Frank Swift, giornalista ed ex portiere che giocava con Busby al Manchester City; morì durante il trasporto in ospedale. Duncan Edwards morì a causa delle ferite riportate il 21 febbraio, presso l'Ospedale Rechts der Isar di Monaco, e il bilancio finale delle vittime raggiunse 23 diversi giorni dopo, quando il copilota Rayment morì a causa delle gravi ferite alla testa. Johnny Berry e Jackie Blanchflower rimasero entrambi con tali problemi fisici che non giocarono mai più. Busby rimase gravemente ferito e gli fu somministrata due volte l'estrema unzione; dovette rimanere in ospedale per più di due mesi dopo l'incidente. Dimesso dall'ospedale, andò in Svizzera per riprendersi a Interlaken. 
Nel frattempo, si ipotizzava che il club non si sarebbe ripreso, ma una rosa raccogliticcia completò comunque la stagione 1957-58, con l'assistente di Busby, Jimmy Murphy, come allenatore; egli non si era recato a Belgrado perché all'epoca si trovava a Cardiff per allenare la Nazionale di calcio del Galles. Una squadra composta in gran parte da giocatori di riserva e giovanili batté lo Sheffield Weds 3-0 nella prima partita dopo il disastro: il programma di quella partita mostrava semplicemente uno spazio vuoto dove avrebbe dovuto esserci il nome di ogni giocatore mancuniano. Con sette giocatori morti (Edwards morì poco più di 24 ore dopo) e con solo Gregg e Foulkes in grado di giocare tra i calciatori sopravvissuti, il Manchester Utd era alla disperata ricerca di sostituti con esperienza, quindi Murphy ingaggiò Ernie Taylor dal Blackpool e Stan Crowther dall'Aston Villa. Tre giocatori, Derek Lewin, Bob Hardisty e Warren Bradley, furono acquisiti dal club con contratti a breve termine, provenienti dalla società dilettante della città di Bishop Auckland. Bradley fu l'unico dei tre a giocare in prima squadra e l'unico a firmare un contratto a tempo indeterminato. I restanti posti nella squadra furono occupati da giocatori di riserva tra cui Shay Brennan e Mark Pearson. L'acerrimo rivale dello United, il Liverpool, offrì cinque giocatori in prestito per aiutare a mettere insieme una squadra.
Ci furono cambiamenti anche nello staff tecnico, in seguito alla morte del segretario Walter Crickmer e degli allenatori Tom Curry e Bert Whalley. Il portiere Les Olive, ancora in rosa come giocatore al momento del disastro, si ritirò dal gioco e prese il posto di Crickmer come segretario del club, mentre un altro ex portiere mancuniano, Jack Crompton, assunse l'incarico di allenatore dopo che il presidente Harold Hardman aveva negoziato con la squadra di Crompton, il Luton Town, perché lo lasciassero tornare a Manchester.
La squadra vinse solo un'altra partita di campionato nella stagione 1957-58 dopo l'incidente, non riuscendo a difendere il titolo vinto nelle due precedenti stagioni, e finì al nono posto. Riuscì a raggiungere la finale della FA Cup, ma perse 2-0 contro il Bolton. Riuscì a battere il Milan all'Old Trafford nelle semifinali di Coppa dei Campioni, ma perse poi 4-0 a San Siro e fu eliminato. Il Real Madrid, che quell'anno vinse il trofeo per il terzo anno consecutivo, propose che quell'anno la coppa fosse assegnata Manchester Utd, proposta sostenuta anche dalla Stella Rossa Belgrado, ma non fu accolta. Dopo la tragedia, la UEFA avanzò l'idea che il Manchester City prendesse il posto dei concittadini nella Coppa dei Campioni, se questi ultimi non fossero stato in grado di rispettare le proprie partite; ma questa eventualità fu respinta da tutte le parti coinvolte, dal City in particolare.
Busby riprese le funzioni di allenatore la stagione successiva (1958–59). Il Real Madrid si offrì di prestare Alfredo Di Stéfano fino alla fine della stagione 1958-1959 per la metà del suo stipendio, ma il trasferimento fu bloccato dalla FA perché avrebbe impedito ad un giocatore britannico di prendere quel posto nella squadra. Il Real Madrid raccolse invece fondi e organizzò per beneficenza partite amichevoli con il Manchester. Alla fine, Busby costruì una seconda generazione di Busby Babes, con George Best e Denis Law, che dieci anni dopo vinse la Coppa dei Campioni battendo il due volte vincitore del Benfica. Charlton e Foulkes furono gli unici due sopravvissuti all'incidente a scendere in campo in quella squadra.
A marzo 1958 fu istituito un fondo per le persone dipendenti dalle vittime dell'incidente, presieduto dal presidente della FA, Arthur Drewry. Al momento della sua erogazione ad ottobre del 1958 il fondo aveva raccolto 52.000 sterline (equivalenti a 1,29 milioni di sterline nel 2021).
Il Manchester Utd annunciò l'8 gennaio 1963 che l'azione legale contro la BEA relativa all'incidente era stata risolta in via extragiudiziale. Il segretario del club Les Olive disse che l'importo stipulato dall'accordo non era stato reso noto. Una dichiarazione della BEA affermò: "È stato raggiunto un accordo e venerdì 11 gennaio verrà presentata alla corte una richiesta per sospendere il procedimento".

## Memoriali

### Old Trafford
Il 25 febbraio 1960 furono inaugurati i primi memoriali all'Old Trafford per i giocatori e lo staff scomparsi. Il primo, una targa a forma di stadio con l'immagine di un campo verde, con incisi i nomi delle vittime in vetro nero e oro, era posto sopra l'ingresso del palco dei direttori. Sopra la targa c'era un intaglio in teak di un giocatore e un tifoso, le teste chinate su entrambi i lati di una corona e un pallone da calcio con incisa la data "1958". La targa è stata progettata dall'architetto di Manchester J. Vipond e costruita dai signori Jaconello (Manchester) Ltd. al costo di £ 2.100 e svelata da Matt Busby.
Quel giorno fu inaugurato anche un memoriale per i membri della stampa morti a Monaco, che consisteva in una targa di bronzo che nominava gli otto giornalisti scomparsi. È stato svelato dal sopravvissuto all'incidente Frank Taylor per conto della Football Writers 'Association. La targa originale fu rubata negli anni '80 e sostituita da una replica ora dietro il bancone dell'ingresso stampa. Il memoriale finale fu l'orologio di Monaco, un semplice orologio a due facce pagato dal Comitato di terra e attaccato all'angolo sud-est del stadio, con la data "6 Feb 1958" in alto su entrambe le facciate e "Monaco di Baviera" in basso. L'orologio è rimasto nella stessa posizione dalla prima installazione. L'orologio fu inaugurato il 25 febbraio 1960 da Dan Marsden, presidente del Ground Committee.
Quando lo stadio fu ristrutturato, a metà degli anni '70, la targa dovette essere spostata dall'ingresso dei dirigenti per consentire i necessari cambiamenti. La targa non poteva essere rimossa senza danneggiarla, quindi il vecchio monumento commemorativo fu murato all'interno della tribuna principale e fu realizzato un nuovo monumento commemorativo, più semplice dell'originale, ora costituito semplicemente da una pece di ardesia con i nomi incisi su di essa, e installato in 1976.
Una terza versione del memoriale, più simile all'originale della seconda in quanto comprendeva le tribune attorno al campo di ardesia e le figure sopra di esso, fu installata nel 1996, in coincidenza con l'erezione della statua di Matt Busby, che aveva inaugurato il memoriale originale. Questa terza versione fu costruita dagli scalpellini Mather ed Ellis di Trafford Park, e la seconda fu messa in deposito. Attualmente è in attesa di nuovi pannelli espositivi, prima di essere collocato nella mostra dedicata nel museo del club. La terza targa e la statua di Busby erano originariamente sul lato nord della tribuna est, ma la statua fu spostata nella parte anteriore della tribuna est e la targa sul lato sud della tribuna dopo l'espansione della tribuna nel 2000.

### Monaco di Baviera

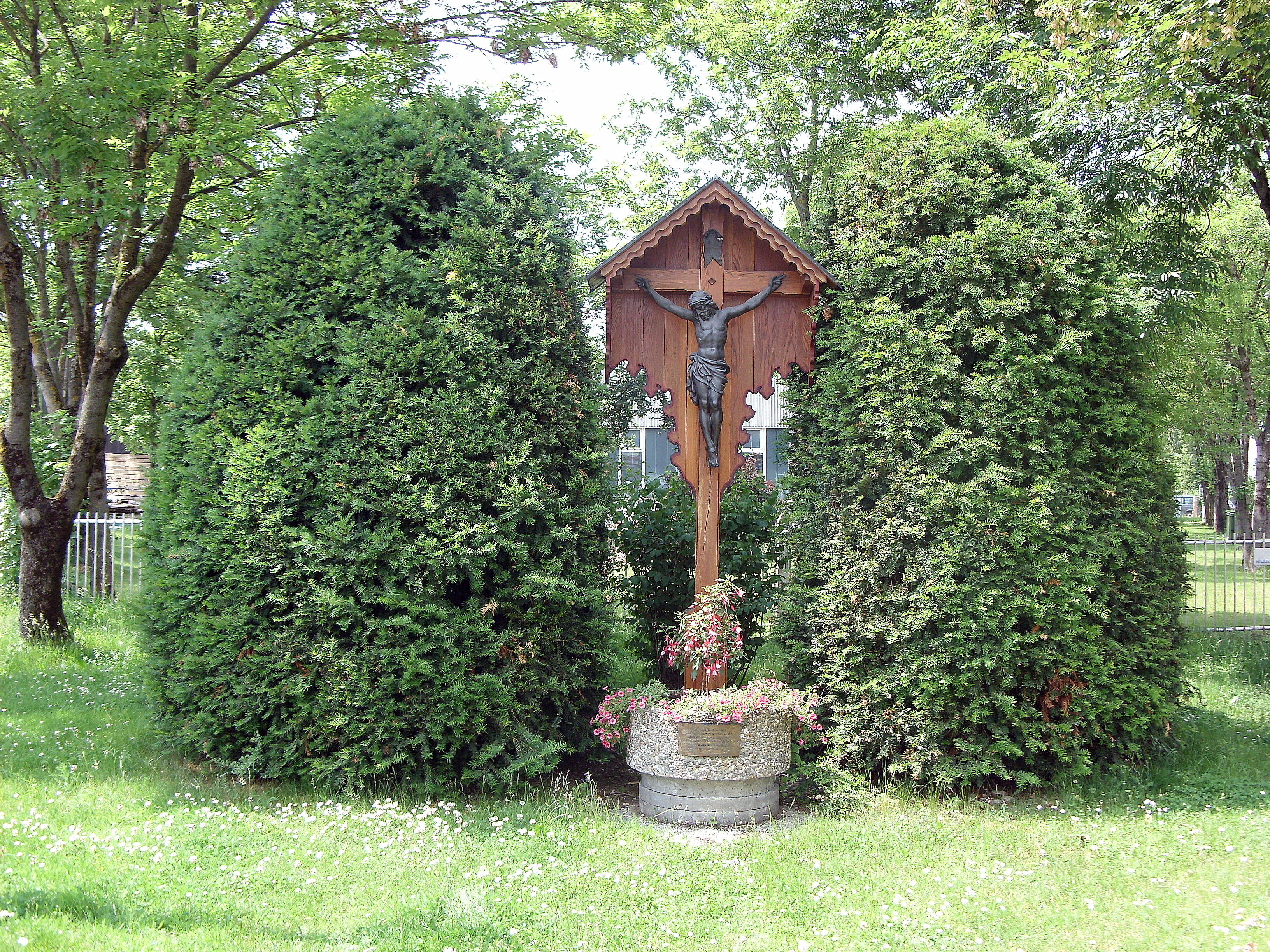
Memoriale in legno

Ci sono anche due memoriali in Germania. Innanzitutto, nel sobborgo di Trudering a Monaco, all'angolo tra Karotschstraße ed Emplstraße, si trova un piccolo monumento in legno raffigurante la Crocifissione, decorato da una vasca di pietra piena di fiori. Sulla mangiatoia è posta una targa con l'iscrizione: "Im Gedenken an die Opfer der Flugzeugkatastrophe am 6.2.1958 unter denen sich auch ein Teil der Fußballmannschaft von Manchester United befand, sowie allen Verkehrstoten der Gemeinde Trudering" (In memoria delle vittime dell'aviazione disastro del 6 febbraio 1958, tra cui i giocatori della squadra di calcio del Manchester Utd e tutte le vittime della strada del comune di Trudering).

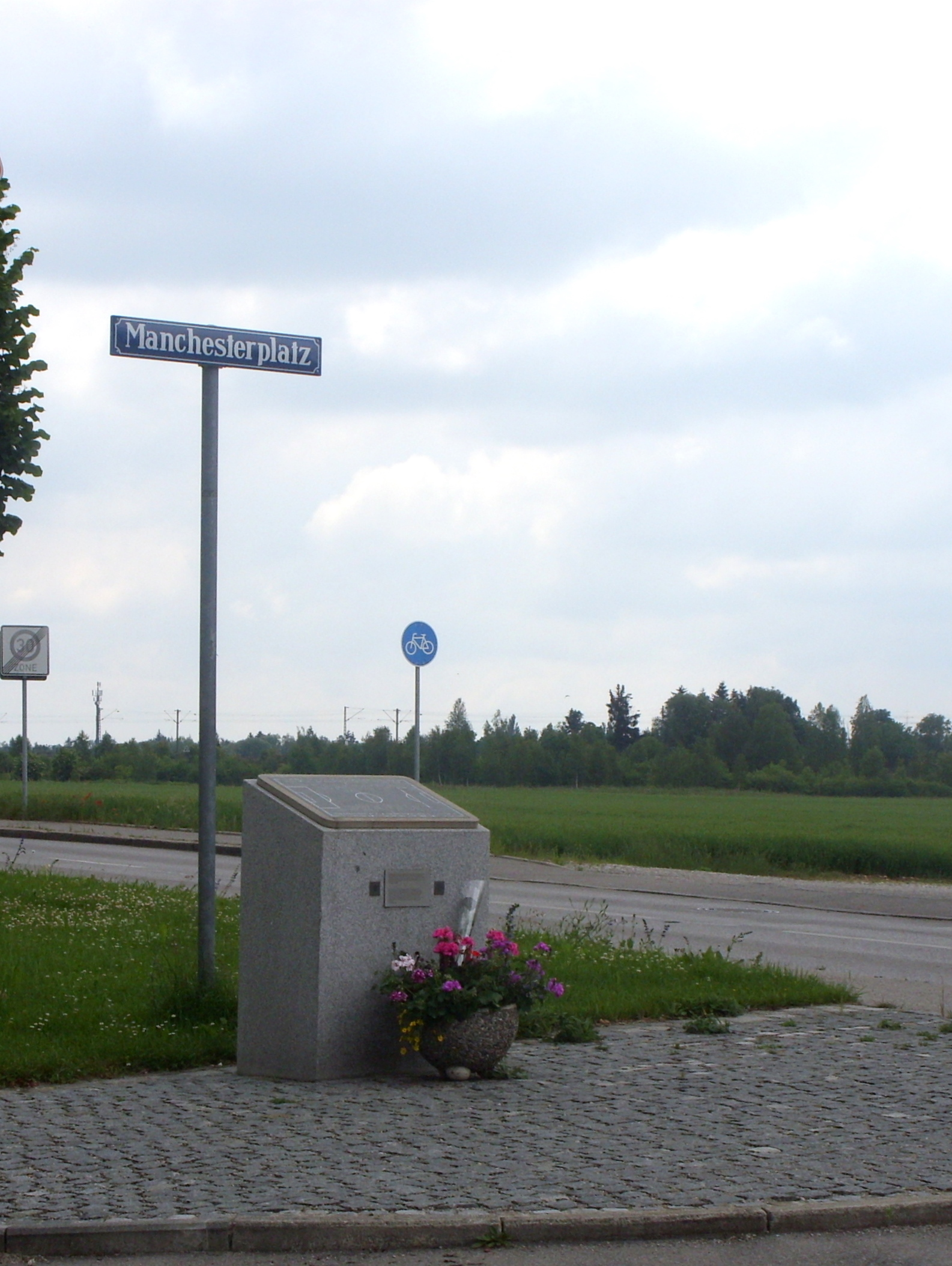
Lapide commemorativa.

Il 22 settembre 2004, una targa di granito blu scuro incastonata in un bordo di arenaria è stata svelata nelle vicinanze del vecchio aeroporto di Monaco, all'angolo tra Rappenweg ed Emplstraße, a pochi metri dal memoriale di legno. Con un disegno a forma di campo da calcio, si legge, sia in inglese che in tedesco, "In memoria di tutti coloro che hanno perso la vita qui nella catastrofe aerea di Monaco del 6 febbraio 1958". Sotto c'è una targa che esprime la gratitudine del Manchester Utd al comune bavarese e ai suoi abitanti. Il nuovo memoriale è stato finanziato dallo stesso club e all'inaugurazione hanno partecipato sui funzionari, tra cui l'amministratore delegato David Gill, l'allenatore Sir Alex Ferguson e il direttore Sir Bobby Charlton, lui stesso sopravvissuto al disastro. Il 24 aprile 2008 il consiglio comunale di Monaco di Baviera ha deciso di intitolare il luogo in cui è collocata la lapide commemorativa "Manchesterplatz" (Piazza Manchester).
Nel 57º anniversario dell'incidente, il 6 febbraio 2015, il presidente del Charlton e del Bayern Monaco Karl-Heinz Rummenigge ha aperto una nuova mostra museale per commemorare il disastro nello stadio del club tedesco, l'Allianz Arena.

### 40º anniversario
Alla fine del 1997 John Doherty, un ex giocatore mancuniano che aveva lasciato la squadra poco prima del disastro, si rivolse al presidente del club Martin Edwards per conto dell'Associazione degli ex giocatori del Manchester Utd, per richiedere una testimonianza per le vittime del disastro di Monaco, i sopravvissuti e le persone a carico di coloro che si erano perduti. Edwards era titubante, ma alla fine fu sancita una partita di beneficenza per una data il più vicino possibile al 40º anniversario del disastro. La Stella Rossa e il Bayern Monaco sono stati indicati come possibili avversari per la partita, e i tifosi hanno acquistato i biglietti senza nemmeno decidere gli avversari.
Il 7 febbraio 1998, lo Manchester Utd affrontò il Bolton Wanderers all'Old Trafford in Premier League, il giorno dopo il 40º anniversario del disastro. La partita è iniziata alle 15:15 per consentire l'osservanza di un minuto di silenzio alle ore 15,04. I rappresentanti di entrambe le squadre hanno reso tributi floreali a coloro che sono morti, con il sopravvissuto all'incidente e il direttore del club, Bobby Charlton, affiancato dal presidente del Bolton Nat Lofthouse nel guidare le due squadre.

### 50º anniversario

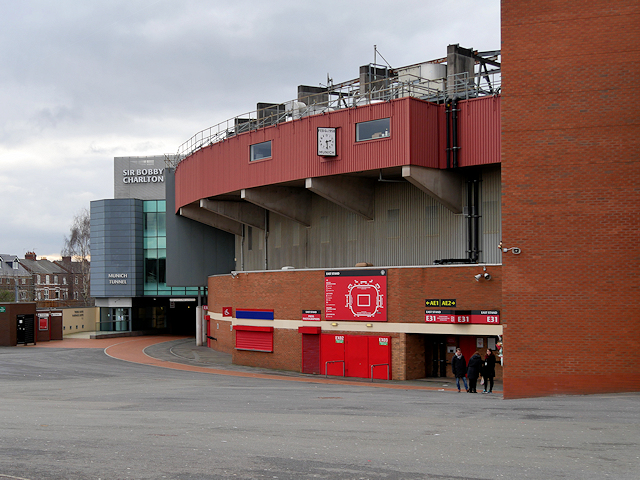
Il Munich Tunnel ribattezzato nel 50º anniversario del disastro e il Memorial Clock.

Il 6 febbraio 2008 si è tenuta una cerimonia commemorativa all'Old Trafford per celebrare il cinquantesimo anniversario del disastro. Alla conclusione del servizio, i membri sopravvissuti della squadra del 1958 furono gli ospiti d'onore di una cerimonia per rinominare il tunnel sotto la tribuna sud dello stadio come "Tunnel di Monaco", che presenta una mostra sui Busby Babes. Un cartellone commemorativo è stato svelato fuori dall'Old Trafford, ma è stato criticato da alcuni fan per aver incluso il logo dell'allora sponsor del club, la compagnia di assicurazioni americana AIG. Il poster è stato successivamente vandalizzato con bombe di vernice.
Lo stesso giorno, la Nazionale Inglese di calcio affrontò la Svizzera allo Stadio di Wembley. Prima della partita, le immagini dei giocatori che hanno perso la vita a Monaco di Baviera sono state mostrate su grandi schermi, e i giocatori inglesi indossavano una fascia nera al braccio. Nel programma della partita c'era anche un omaggio ai Busby Babes. Inizialmente non era previsto l'osservanza di un minuto di silenzio quel giorno, perché la FA temeva che il silenzio non sarebbe stato rispettato dai tifosi dei rivali del Manchester Utd. Alla fine concordarono di osservare un momento di silenzio e, alla fine, fu generalmente ben osservato; tuttavia, un piccolo numero di tifosi ha emesso fischi e richiami e l'arbitro ha interrotto il silenzio dopo meno di 30 secondi. È stato osservato un minuto di silenzio anche durante le partite di Irlanda del Nord, Galles e Repubblica d'Irlanda.

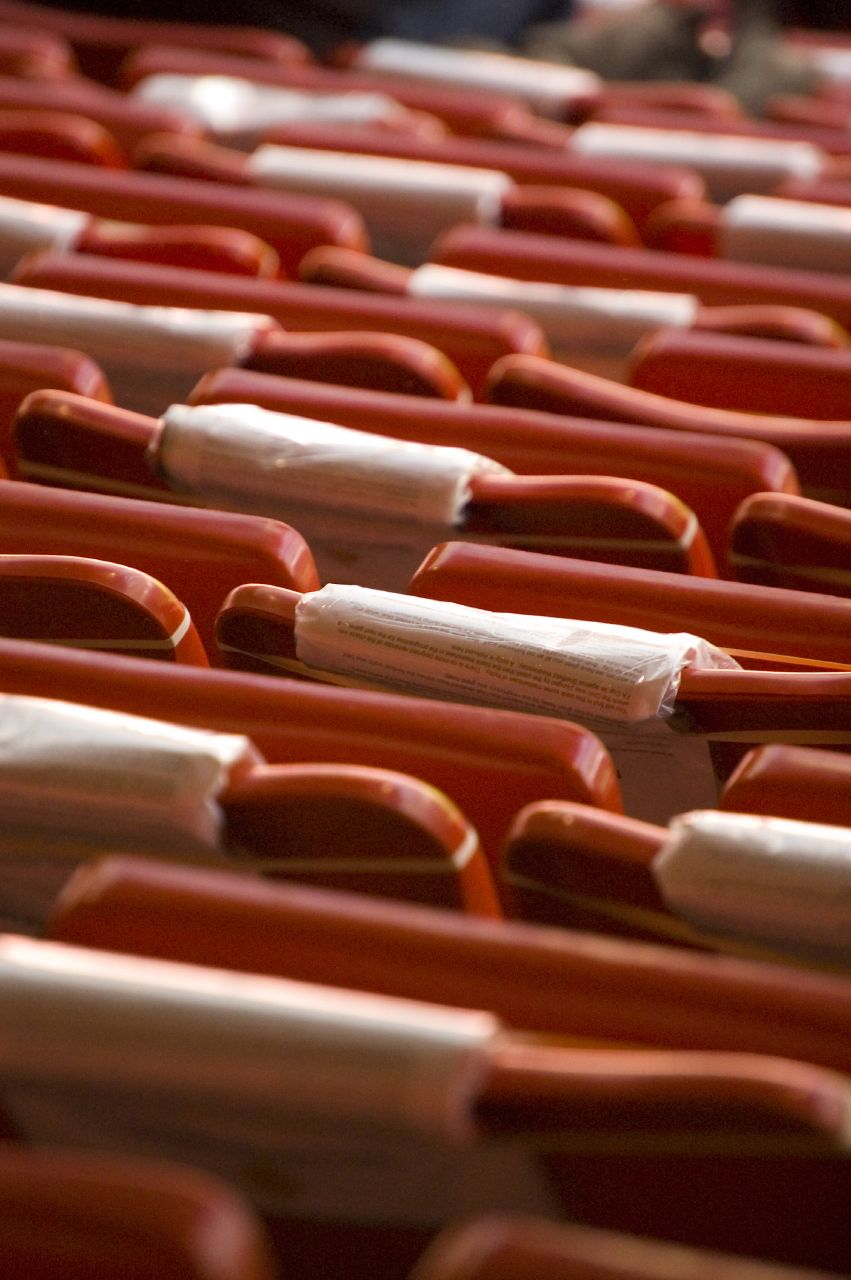
Sciarpe commemorative stese sugli schienali dei sedili prima della partita del cinquantesimo anniversario all'Old Trafford

Nel derby mancuniano giocato all'Old Trafford il 10 febbraio 2008, entrambe le squadre sono state portate in campo da un suonatore di cornamusa solitario che suonava "The Red Flag", e gli allenatori Sir Alex Ferguson e Sven-Göran Eriksson hanno posato ciascuno un ghirlanda nel cerchio centrale. È seguito un minuto di silenzio che, nonostante le preoccupazioni precedenti, è stato rispettato da tutti i tifosi. Kevin Parker, segretario del club dei tifosi del City, aveva suggerito un minuto di applausi invece di un minuto di silenzio, in modo da soffocare chiunque volesse interrompere il silenzio, ma la dirigenza del Manchester Utd ha respinto l'ipotesi in quanto ritenuta  inappropriata. I padroni di casa ha giocato con divise che ricordano quelle indossate dalla squadra del 1958, numerate da 1 a 11, senza pubblicità sul davanti o nomi dei giocatori sul retro, mentre gli ospiti hanno rimosso i loghi degli sponsor dalle divise e l'immagine di un piccolo nastro nero è stata pressata a caldo sulla spalla destra. Entrambe le squadre indossavano fasce nere al braccio in omaggio alle vittime del disastro di Monaco. Il Manchester City ha vinto 2-1 grazie ai gol nel primo tempo di Darius Vassell e dell'esordiente Benjani. Ai tifosi presenti sono state consegnate sciarpe commemorative in bianco e rosso per i tifosi di casa e azzurre e bianche per quelli in trasferta, che sono state sollevate durante il silenzio.

## Nella cultura di massa
La serie televisiva canadese Indagini ad alta quota ha coperto l'incidente nell'episodio 5 della stagione 11, trasmesso per la prima volta nel dicembre 2011. L'episodio copre i retroscena del volo, quindi indaga su cosa ha causato l'incidente mortale.